# Misty Copeland
Misty Danielle Copeland (Kansas City, 10 settembre 1982) è una ballerina statunitense dell'American Ballet Theatre (ABT), una delle tre principali compagnie di balletto classico negli Stati Uniti. Il 30 giugno 2015 è diventata la prima donna afroamericana ad essere promossa a ballerina principale nei 75 anni di storia dell'ABT. 
Oltre alla sua carriera di ballerina, Copeland è diventata un'oratrice pubblica, portavoce di celebrità e interprete teatrale. Ha scritto libri autobiografici e narrato un documentario sulle sfide della sua carriera, A Ballerina's Tale. Nel 2015 è stata nominata una delle 100 persone più influenti al mondo dalla rivista Time, apparendo sulla sua copertina. Si è esibita a Broadway in On the Town, è stata in tournée come ballerina per Prince ed è apparsa nei reality show A Day in the Life e So You Think You Can Dance. È stata testimone di prodotti e aziende come T-Mobile, Coach Inc., Dr Pepper, Seiko, The Dannon Company e Under Armour.

## Biografia
Misty Copeland è nata a Kansas City, Missouri, ma è cresciuta nella comunità San Pedro di Los Angeles, California, figlia di Sylvia DelaCerna e Doug Copeland. Suo padre è di origine tedesca e afroamericana, mentre la madre è di origini italiane e afroamericane ed è stata adottata da genitori afroamericani. È la più giovane di quattro figli dal secondo matrimonio di sua madre, un'ex cheerleader dei Kansas City Chiefs che aveva studiato danza per poi diventare assistente medica qualificata.
Tra i tre e i sette anni, Copeland ha vissuto a Bellflower, in California, con sua madre e il terzo marito della donna, Harold Brown, responsabile delle vendite della Santa Fe Railroad. La famiglia si trasferì a San Pedro, dove alla fine Sylvia sposò il suo quarto marito, il radiologo Robert DelaCerna e dove Misty frequentò la scuola elementare Point Fermin. Quando aveva sette anni, Copeland ha visto il film "Nadia" in televisione e la sua protagonista Nadia Comăneci è diventata il suo nuovo modello. Copeland non ha mai studiato danza classica o ginnastica fino alla sua adolescenza, ma in gioventù le piaceva coreografare salti mortali e passi di danza sulle canzoni di Mariah Carey. 
Seguendo le orme di sua sorella maggiore Erica, che aveva recitato nella squadra di esercitazione della Dana Middle School vincendo le competizioni in tutto lo stato, Copeland divenne capitano della squadra di esercitazione di Dana. Il suo ruolo di capitano era solo una parte delle sue responsabilità. Quell'anno era anche la tesoriera della prima media e sorvegliante di sala. La grazia naturale di Copeland ha attirato l'attenzione della sua allenatrice della Dana Drill team, Elizabeth Cantine, a San Pedro.

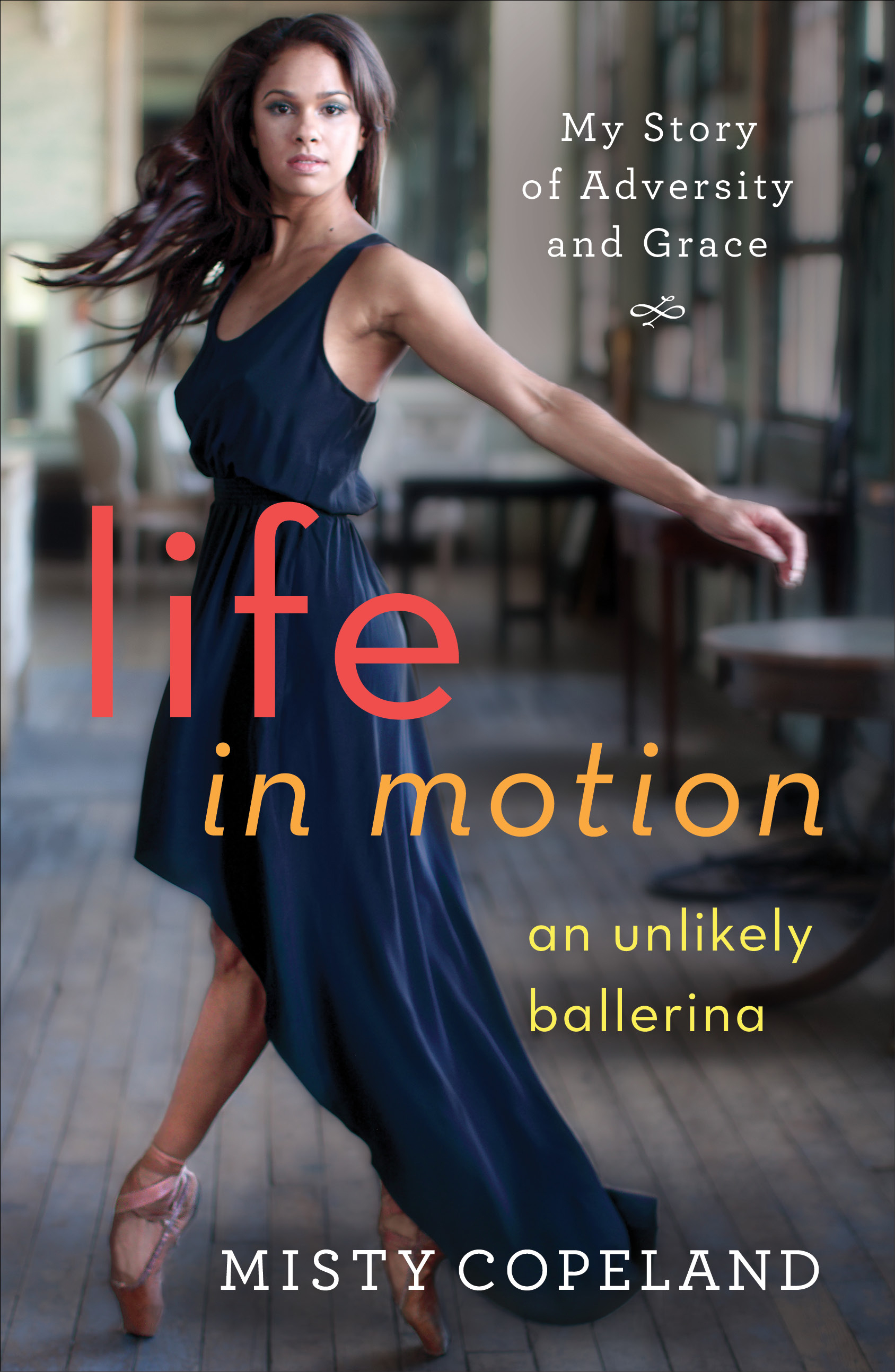
Misty Copeland ritratta sulla copertina di Life In Motion

Nel 1994, la madre di Copeland si era separata anche dal quarto marito. Dopo aver vissuto con vari amici e fidanzati, DelaCerna si trasferì con tutti i suoi figli in due piccole stanze al Sunset Inn a Gardena, in California. All'inizio del 1996, convinse Copeland a frequentare un corso di danza classica presso il suo locale Boys & Girls Club. Cynthia Bradley, un'amica di Cantine, teneva una lezione di danza classica gratuita al club una volta alla settimana. Lezioni a cui Copeland ha assistito. Alla fine Bradley invitò Copeland a frequentare le lezioni nella sua piccola scuola di danza, il San Pedro Dance Center. Copeland iniziò così i suoi studi di danza classica all'età di 13 anni.
Nel 1998, quando aveva 15 anni, i suoi insegnanti di balletto e sua madre ingaggiarono una battaglia legale per la sua custodia. Nel frattempo Copeland, che aveva già vinto alcuni premi, ricevette svariate offerte di lavoro. La battaglia legale si concluse con la presentazione di alcune istanze per l'emancipazione di Copeland e la riduzione della tutela della madre. Entrambe le parti fecero cadere le procedure legali e Copeland si trasferì per studiare con una nuova insegnante, membro dell'ABT.
Fa parte dell'American Ballet Theatre (ABT), una delle tre compagnie di danza classica più importanti degli Stati Uniti.

### Prima ballerina
Il 30 giugno 2015 divenne la prima donna afroamericana a diventare ètoile nella storia dell'ABT. Un risultato straordinario, poiché ci sono state pochissime ballerine principali afroamericane nelle maggiori compagnie. Debra Austin divenne preside al Pennsylvania Ballet nel 1982, e Lauren Anderson preside allo Houston Ballet nel 1990. Secondo il documentario del 2015 su Copeland, A Ballerina's Tale, fino a Copeland "non c'era mai stata una prima ballerina nera in una grande compagnia internazionale". 
Successivamente Copeland ha accettato il ruolo di Ivy Smith nel revival di Broadway di On The Town, che ha interpretato per due settimane dal 25 agosto al 6 settembre. Il suo debutto a Broadway è stato recensito favorevolmente sul New York Times, The Washington Post e altri media. In ottobre a New York, Copeland si è esibita nel revival della coreografia di Tharp delle variazioni di Brahms-Haydn, in Monotones I di Frederick Ashton, e "ha portato un seducente mix di pudicizia e sex appeal a Rum e Coca-Cola in Company B di Paul Taylor. Lo stesso mese, ha creato il ruolo di His Loss in AfterEffect di Marcelo Gomes, ballato al Souvenir de Florence di Tchaikovsky al Lincoln Center. Quando ABT portò Lo Schiaccianoci di Ratmansky al Segerstrom Center for the Arts nel dicembre 2015, Copeland ha ripreso il ruolo di Clara. 
Nel gennaio 2016, Copeland si è nuovamente esibita nel ruolo della principessa Florine in La bella addormentata nel bosco al Kennedy Center, con la coreografia di Ratmansky. Il suo programma della primavera 2016 includeva anche i ruoli principali nelle produzioni ABT di The Firebird, La Fille Mal Gardee, Le Corsaire, The Golden Cockerel, Swan Lake e Romeo and Juliet. Nel 2017, è apparsa come artista ospite con La Scala Theatre Ballet quando ha visitato la California meridionale. 
Nel 2019, Copeland ha ballato Harlequinade al fianco di Calvin Royal III nei ruoli di Pirrette e Pierrot, in un raro caso di una coppia nera che balla insieme nel balletto.

## Vita privata
Copeland e suo marito, l'avvocato Olu Evans, vivono nell'Upper West Side di Manhattan. La coppia ha annunciato il fidanzamento in una storia di copertina del 2015 sulla rivista Essence. Si sono sposati in California il 31 luglio 2016. A Copeland piace cucinare e preferisce evitare i luoghi affollati.

## Filmografia

### Cinema
- Lo schiaccianoci e i quattro regni (The Nutcracker and the Four Realms, regia di Lasse Hallström e Joe Johnston (2018)

### Televisione
- La magia del Natale con Mariah Carey (Mariah Carey's Magical Christmas Special), regia di Hamish Hamilton e Roman Coppola – film TV (2020)

### Video musicali
- Nice for What di Drake (2018)